# Anyanyelv-pedagógia (folyóirat)
2008 júliusában jelent meg az Anyanyelv-pedagógia című elektronikus szakfolyóirat első száma a világhálón, és megjelenése azóta is folyamatos. A folyóiratot a Magyar Nyelvtudományi Társaság Magyartanári Tagozata gondozza és adja ki évi négy alkalommal. Szakmai védnöke a Szemere Gyula anyanyelv-pedagógiai kutatócsoport, valamint az ELTE Bölcsészettudományi Kar Szakmódszertani Központja. A folyamatos megjelenést a Nemzeti Kulturális Alap is támogatja.

## Célja
Az Anyanyelv-pedagógia című folyóirat célja, hogy az anyanyelvi nevelés fejlődésének ösztönzője, szakmai támogatója legyen. Mindezt úgy próbálja elérni, hogy elsősorban alkalmazott nyelvészeti és anyanyelv-pedagógiai írásokat közöl a szakterületek oktatói, kutatói, valamint a magyar nyelven és magyar nyelvet tanító pedagógusok számára. Abban, hogy több mint 60 európai és tengerentúli országban sok pedagógushoz, oktatóhoz és kutatóhoz eljuthassanak a megjelent írások, nagy segítséget nyújt, hogy a folyóirat tartalmát az olvasók ingyen tölthetik le a honlapról.

## Szerkesztői
- Antalné Szabó Ágnes: főszerkesztő
- Bóna Judit: főszerkesztő-helyettes
- Laczkó Krisztina: szerkesztő
- Balogh Judit: a Tanulmányok rovat vezetője
- Boronkai Dóra: a Műhely rovat vezetője
- Bozsik Gabriella: a Szemle rovat vezetője
- Tóth Etelka: a Kitekintő rovat vezetője
- Gonda Zsuzsa: a Mozaik rovat vezetője
- Tóth M. Zsombor: a Postaláda rovat vezetője
- Parapatics Andrea: a Naptár rovat vezetője
- Kenyó Ildikó: elektronikus szerkesztő, korrektor
- Berzlánovich Ildikó: fordító
- Major Éva: angol nyelvi lektor
- Adamikné Jászó Anna: a szerkesztőbizottság tagja
- Juhász Dezső: a szerkesztőbizottság tagja
- Keszler Borbála: a szerkesztőbizottság tagja
- Vass Vilmos: a szerkesztőbizottság tagja
- Pletl Rita: a szerkesztőbizottság tagja
- Szabó G. Ferenc: a szerkesztőbizottság tagja
- Vančoné Kremmer Ildikó: a szerkesztőbizottság tagja
- Petró Tímea: segédszerkesztő

## Rovatai
A folyóirat 6 egységre tagolódik.
A Tanulmányok fejezet alatt pedagógiai vonatkozású elméleti munkákat olvashatunk. Mind a szakmódszertani kérdésekkel hosszú évek óta foglalkozó egyetemi tanárok, mind a fiatal, lelkes tanárszakos egyetemisták munkáival megismerkedhetünk.
A Műhelyben olyan tanulmányok látnak napvilágot, amelyek konkrétabb tanítási anyaggal foglalkoznak.  Bepillanthatunk itt többek között a tanítási dráma rejtelmeibe, a filozófia esszé tanításának nehézségeibe és egy 11.-es osztálynak szánt a Stílusrétegekkel foglalkozó óra feladatai közé.
A Szemle rovatában nevesített folyóiratok (pl.: Új Pedagógiai Szemle), nyelvészeti munkák (pl.: Magyar helyesírás –Diákszótár), szakmódszertani portálok (www.magyarora.hu) , digitális oktatási eszközök (pl.: Az interaktív tábla) erősségeiről és gyengéiről tájékoztatnak minket az egyes cikkek írói.
A Kitekintő, nevéhez híven, szélesíteni kívánja az olvasóközönség látókörét a határainkon túli új szakmai események, módszerek, iskolák bemutatásával.  Nemcsak a környező magyarság oktatásügyével foglalkozó (pl.: A muranyelvi oktatás fél évszázada), hanem más földrészek eseményeiről is tudósít (pl.: Beszámoló az amerikai iskolakönyvtárosok két konferenciájáról).
A Mozaikban különböző oktatással, pedagógiával foglalkozó konferenciákról (pl.: Beszámoló az V. Interaktív Tábla Konferenciáról) versenyekről (pl.: A húszéves verseny huszonegyedik fordulója után. Interjú az Implom József középiskolai helyesírási verseny zsűrielnökével), kutatásokról (pl.: Nyelvészeti kutatások a komáromi Selye János Egyetem Tanárképző Karának Magyar Nyelv és Irodalom Tanszékén) olvashatunk beszámolókat.
A Postaláda alkalmat ad, hogy a folyóirat szakértő, többségében pedagógiai munkát végző olvasói kifejthessék véleményüket egy-egy témában (pl.: Az ölbeli játékok szerepe), problémákat vessenek fel (pl.: Külcsín vagy belbecs?) vagy éppen ötleteket nyújtsanak kollégáik számára (pl.: Sajátos nevelési igényű tanulók anyanyelvi képességfejlesztése).